# 1913 v loďstvech
Tento článek obsahuje významné události v oblasti loďstev v roce 1913.

## Lodě vstoupivší do služby
- 15. ledna –  Dante Alighieri – dreadnought

- 5. června –  Jean Bart – bitevní loď třídy Courbet

- 26. června –  HMAS Sydney – lehký křižník třídy Chatham

- 14. července –  SMS Tegetthoff – dreadnought třídy Tegetthoff

- 23. října –  España – dreadnought stejnojmenné třídy

- 19. listopadu –  Courbet – bitevní loď třídy Courbet